# Rocca de Urbisaglia
La Rocca de Urbisaglia est une fortification militaire qui remonte au début du XVIe siècle, construite en incluant des ruines de structures médiévales précédentes, à leur tour bâties sur des murs romains (aujourd'hui encore visibles).

La position de cette forteresse, dominant l'espace urbain entier et la vallée du fleuve Fiastra qui se trouve au-dessous, fait supposer que l'Arx (la citadelle, l’endroit le mieux protégé de Urbs Salvia) ou le Capitole de la ville romaine de Urbs Salvia se trouvait ici.

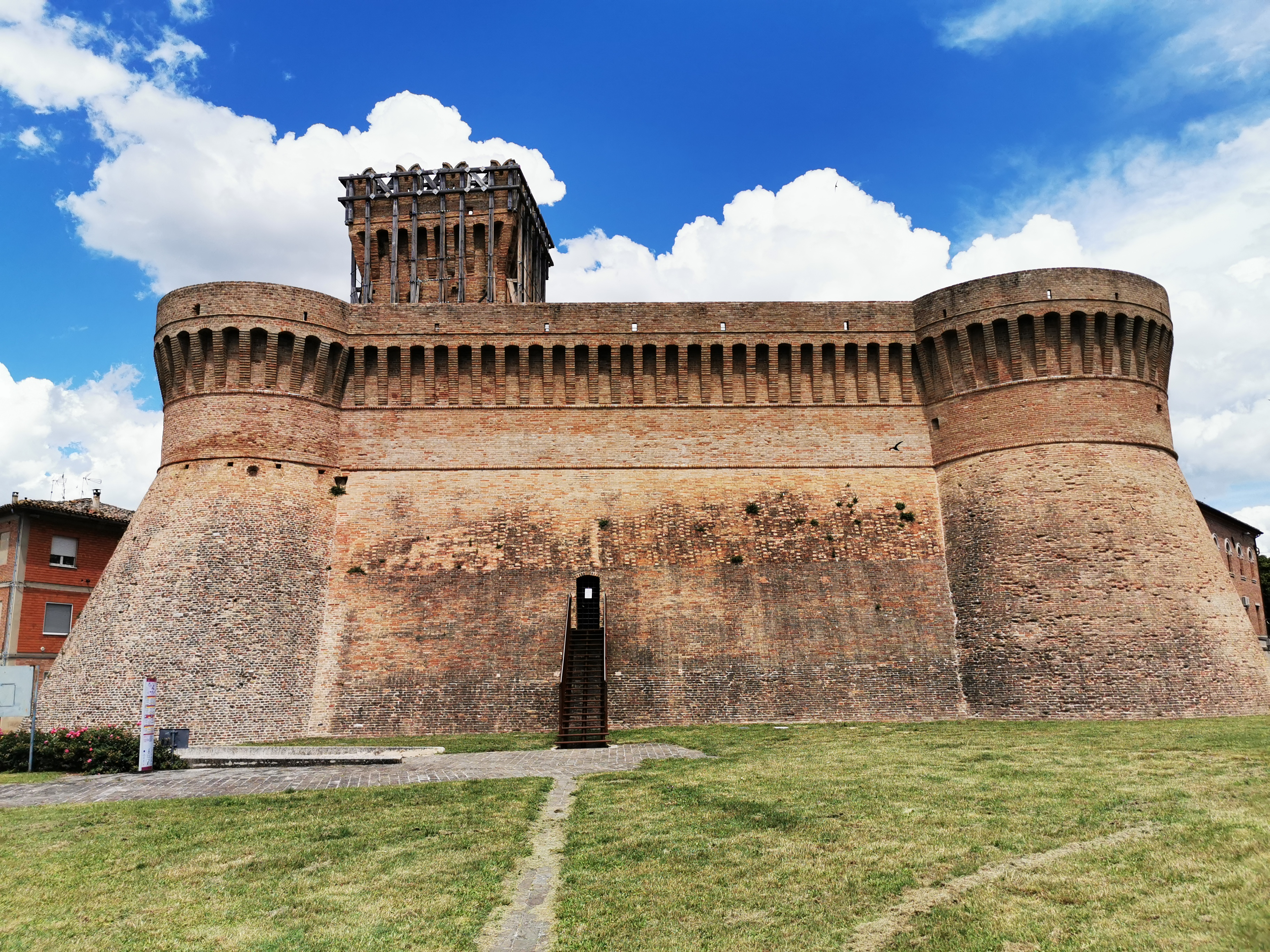
Rocca de Urbisaglia.

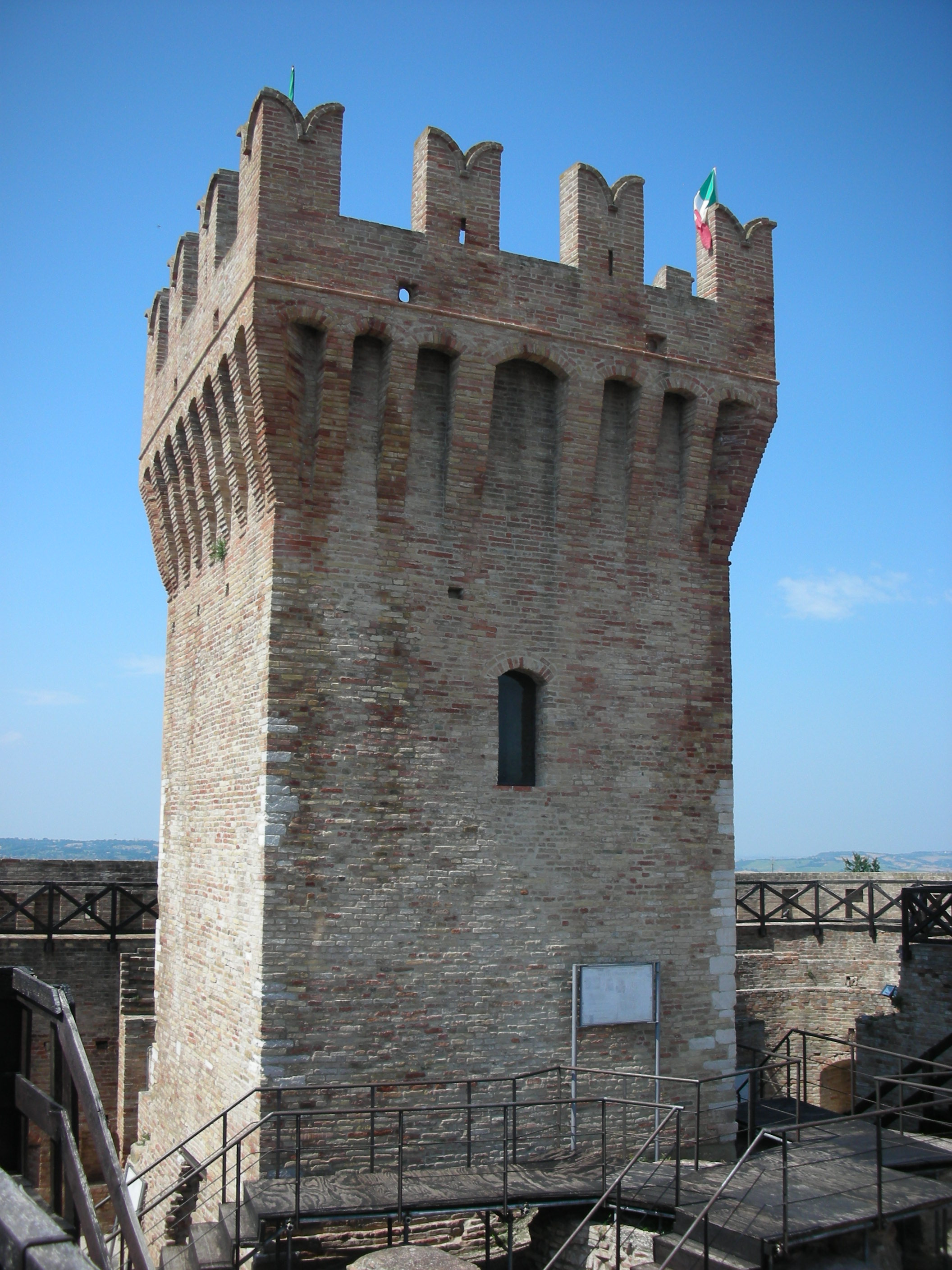
Rocca de Urbisaglia, donjon.

## Histoire
Après l'abandon de la ville romaine, lorsque le retour aux hauteurs fut nécessaire pour raisons de défense et sécurité, la population se retira autour de la fortification, constituée peut-être par l'Arx-Capitole de Urbs Salvia. C'est ainsi que naquit le Castro de Orbesallia, gouverné par la famille Abbracciamonte.

La forteresse et son château ont été plusieurs fois détruits et incendiés au cours des guerres qui opposaient les communes voisines entre eux (Tolentino, Camerino, San Severino et San Ginesio se sont disputé ce territoire pendant longtemps). En particulier, en 1294, Tolentino a détruit le château, en s'emparant de la Rocca, la primitive fortification chargée de la défense du bourg, laquelle était donc déjà existante.
Dès le début du XIIIe siècle, plusieurs membres de la famille  Abbracciamonte  avaient commencé à vendre leur partie de Urbisaglia à la commune de Tolentino; au même temps, nombre de citoyens de Urbisaglia (les Urbisalviensi) s'étaient placés sous la protection de Tolentino, en échange d'argent et de compensations.

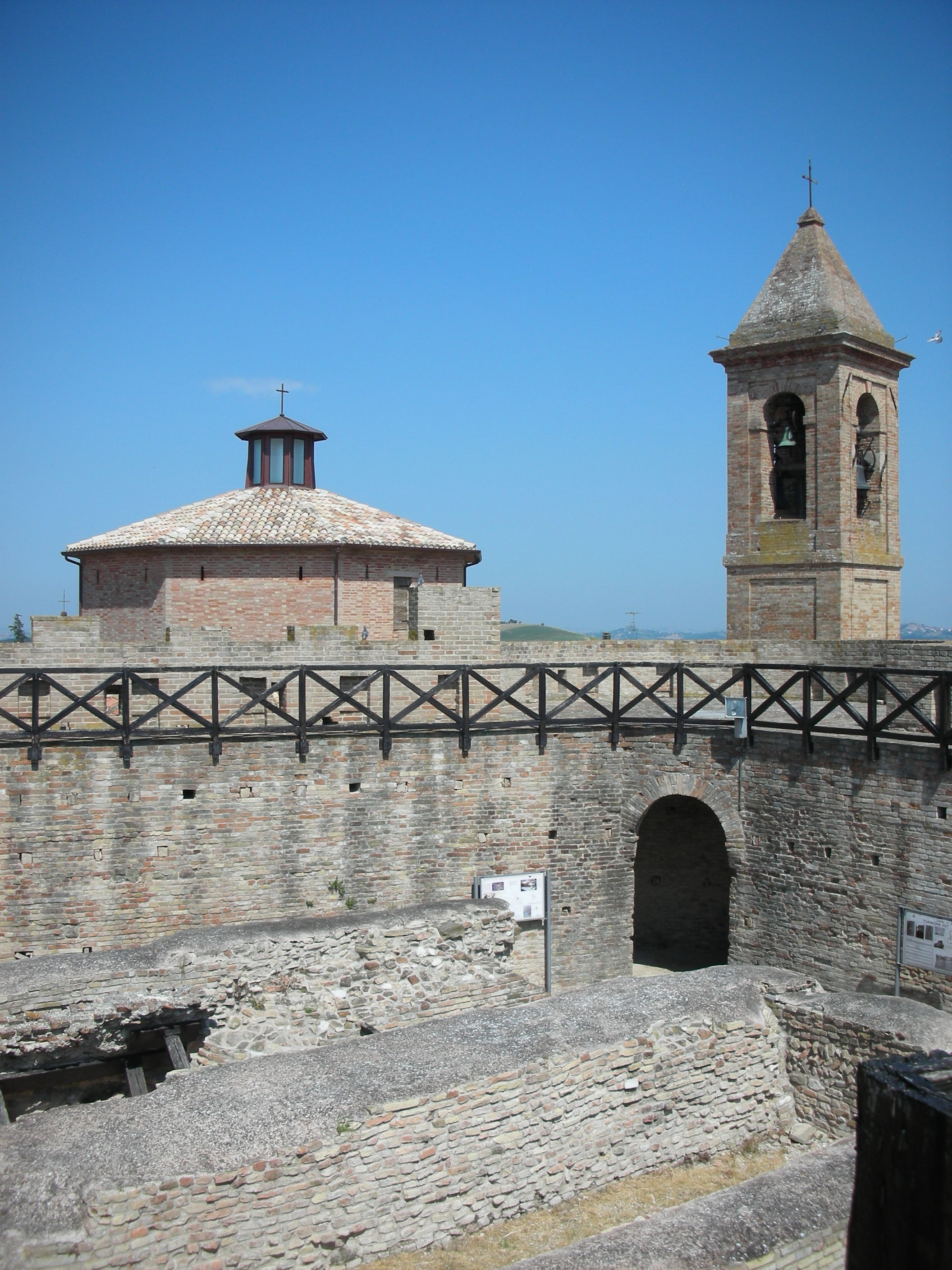
Rocca de Urbisaglia, intérieur. En arrière-plan, la coupole et le clocher de la Collégiale San Lorenzo.

En 1303, Fidesmido di Pietro, dernier seigneur de Urbisaglia, céda la dernière partie du bourg à Tolentino, qui en devint le seul propriétaire absolu, en désignant le podestat et en installant dans le château une garnison militaire, afin de prévenir les révoltes de la population intolérante à son pouvoir.
Après la seigneurie de Francesco Sforza (1433 - 1443), pendant laquelle le château fut détruit, sauf le donjon (qui faisait fonction de tour de repérage), Urbisaglia retourna sous la domination de Tolentino, qui demanda avec insistance au Pape la permission d'y construire une forteresse pour décourager d'éventuelles révoltes. 
S'ensuivirent des recours en libération au Pape, de brèves périodes de soumission directe à la Chambre Apostolique et de nombreuses révoltes par les Urbisalviensi; la dernière, la plus grave, eut lieu en 1497, lorsque quelques citoyens cherchèrent à soulever le village, mais, capturés par les Tolentinati, ils furent jugés et exécutés.
Après cet épisode, le Pape Alexandre VI concéda à Tolentino la permission de construire la forteresse, c'est-à-dire de reconstruire et élargir celle qui existait déjà, en la transformant après l'usage des armes à feu; pour la construction, on chargea des maîtrises lombardes guidées par Magister lombardus Antonius.
En 1507 la Rocca était sûrement terminée et Tolentino y envoyait la défendre une garnison de 12 soldats. En 1517 une rixe éclata entre les Urbisalviensi et la garnison résidente dans la Rocca, dont on ne connaît pas l'issue, mais qui rendit nécessaires des interventions pour réparer la fortification.

En 1564, les Urbisalviensi présentèrent une pétition au Pape Pie IV, en lui demandant l'autonomie de Tolentino. L'issue de l'expédition fut positive, mais la mort du Pape arrêta la libération, qui fut renvoyée pendant 5 ans. En effet, c'était le Pape Pie V qui libéra Urbisaglia de la juridiction de Tolentino le 9 août 1569.
Pendant les années suivantes, la Rocca fut gérée directement par Urbisaglia, qu'y installa sa propre garnison. Après des restaurations au XVIIe siècle, la Rocca a perdu de plus en plus sa fonction de défense et, au même temps, son importance, au point qu'en 1877 le Conseil Municipal décida de la détruire pour ouvrir une issue de la place vers Tolentino. La démolition, qui concernait la courtine S-O et la tour Ouest, fut mise à exécution en utilisant même des mines. Heureusement, quelques citoyens sollicitèrent l'intervention  de la Regia Sovrintendenza (Direction Royale des Beaux-Arts), qui empêcha la destruction totale. La restauration commença en 1909, en reconstruisant la courtine Sud, et se termina en 1938.
D'autres travaux de restauration ont été entrepris en 1998, pendant lesquels on a mené des fouilles, qui ont mis au jour des structures de la fortification précédente.

## La Rocca et le Château
Pour ce qui concerne Urbisaglia il faut distinguer le château de la rocca: en effet le château était la cité entourée par des murs d'enceinte, avec tours et portes fortifiées, ce qui correspond à la cité actuelle, tandis que la Rocca était seulement la fortification érigée pour la défense de la cité, avec des fonctions de contrôle du territoire tout autour.
On peut voir aujourd'hui de larges parties des murs du château, avec les deux portes d'accès, Porta Entogge (à l'ouest, maintenant appelée Porta Trento) et Porta Fiastra (à l'est, aujourd'hui appelée Porta Piave), lesquelles ont perdu leurs attributs militaires mais présentent encore leur forme ogivale d'origine.
L'actuelle porte d'accès à la cité de Urbisaglia (Porta Vittoria) a été réalisée seulement au XIXe siècle.

## Structure

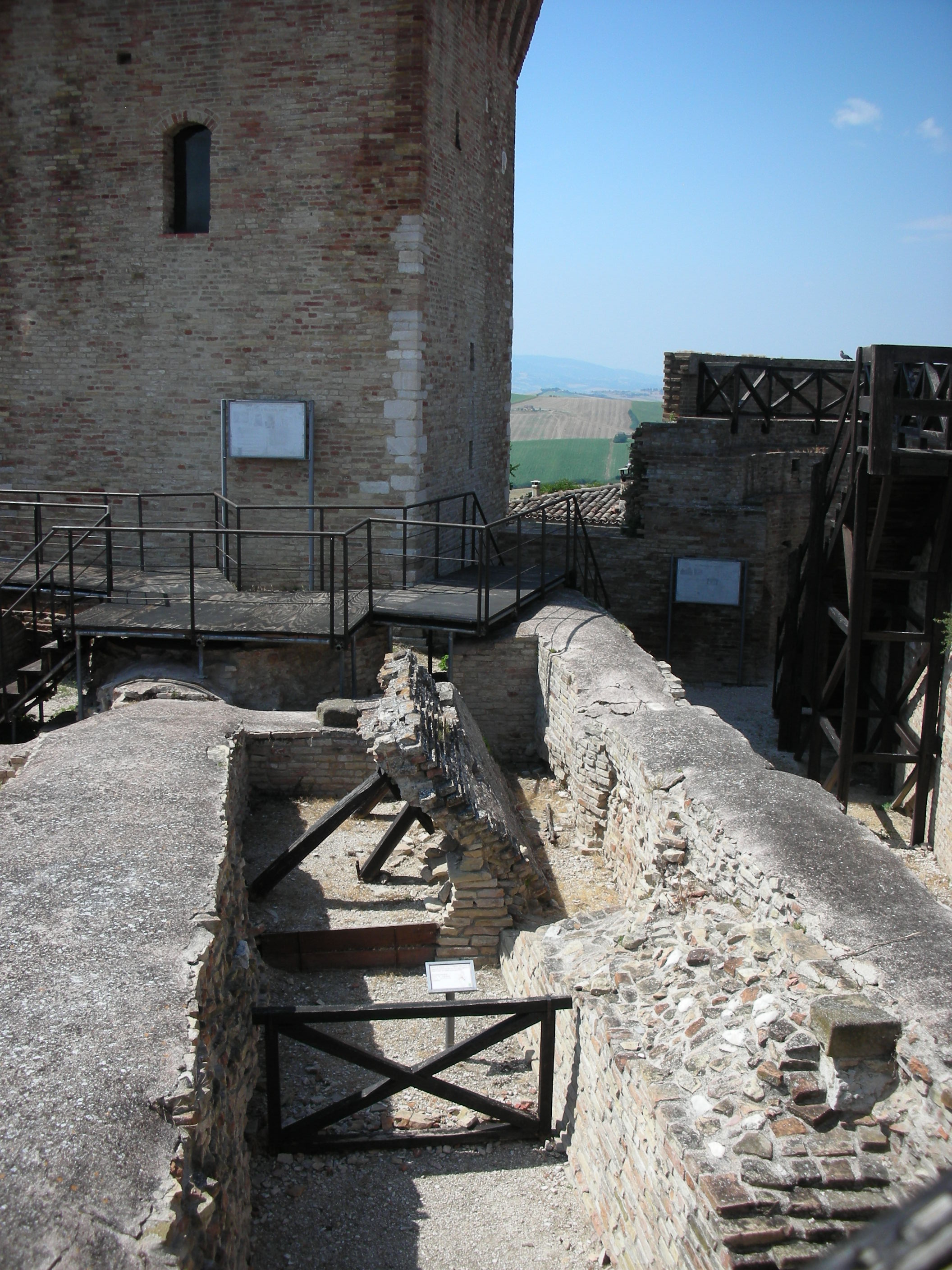
Rocca de Urbisaglia. Intérieur, détail du mur en talus de la fortification précédente.

La Rocca de Urbisaglia a un plan trapézoïdal, le front le plus étendu tourné vers le dehors, pour mieux protéger le château en cas d'attaque.

Dotée de quatre tours angulaires circulaires, la forteresse présente un mur extérieur en talus (escarpe), car elle a été réalisée (ou mieux reconstruite) après la découverte de la poudre à canon : en effet, le mur en talus était une des techniques de construction utilisées dans les fortifications pour opposer une résistance plus forte aux armes à feu et pour augmenter la stabilité des structures.
À l'origine, la Rocca était unie aux murs du château par les tours Ouest et Sud; aujourd'hui il n'y a plus de continuité entre les murs du château et la Rocca à cause de l'ouverture des routes de la cité vers le dehors.

### Donjon

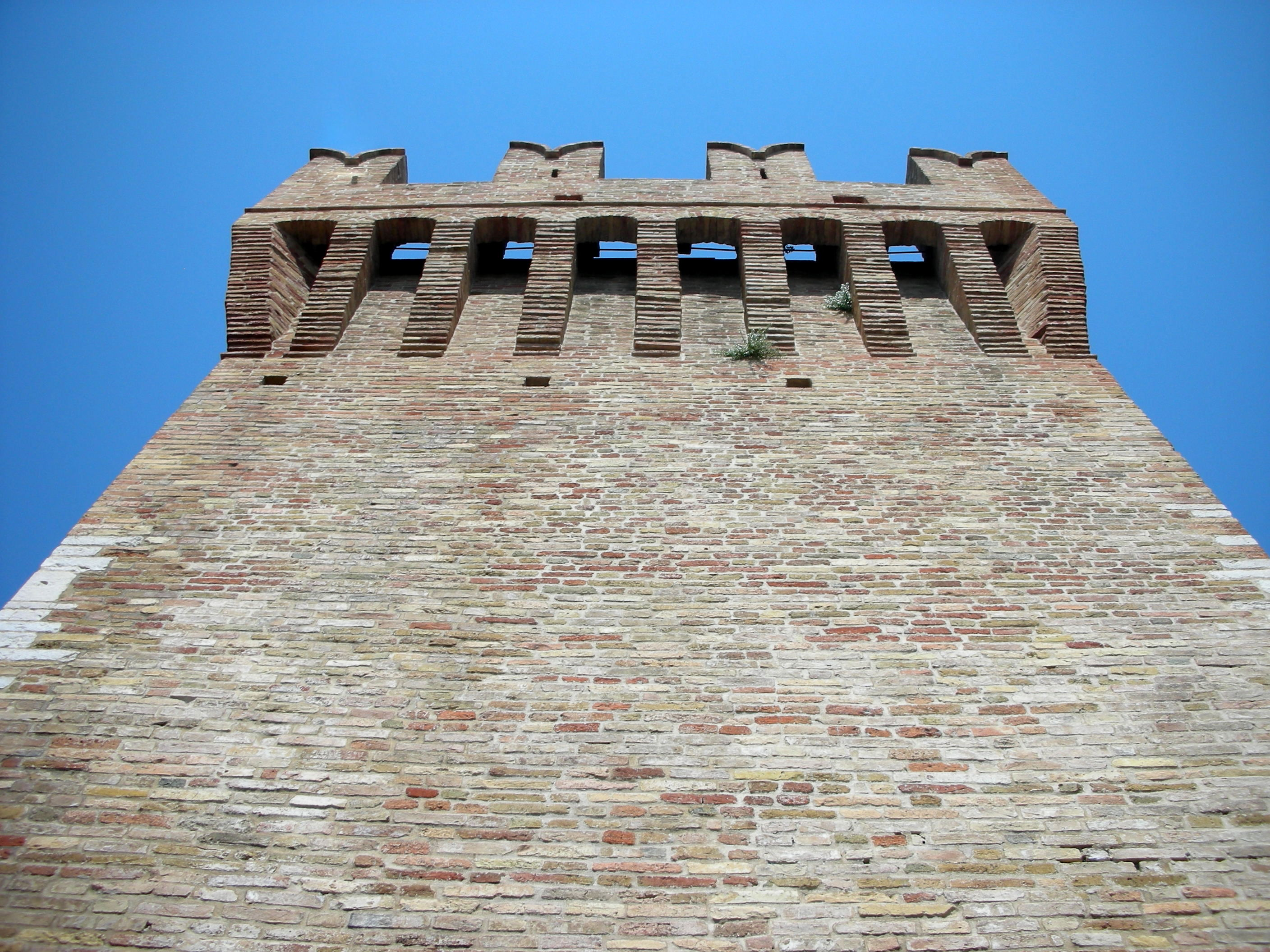
Rocca de Urbisaglia. Donjon, détail des mâchicoulis.

À l'origine c'était la tour de guet. Reconstruit plusieurs fois entre les XIIe et XVe siècles, le donjon devait être bien plus haut qu'aujourd'hui (24 mètres).
La base révèle une construction plus ancienne par rapport à la partie supérieure, qui se termine par des merlons en queue d'aronde (à la ghibellina).
Une esquisse du début du XVIIe siècle nous montre que le sommet du donjon était couvert par une couverture en bâtière, pour favoriser le service de garde et les opérations de défense. L'entrée du donjon était placée en haut pour rendre plus difficile l'accès, qui était possible par une échelle en bois à retirer en cas de danger.
Au dedans, le donjon conserve trois pièces, qui étaient utilisées comme habitation de la garnison; c'est pour cela qu'il était doté d'une cheminée.

À la base du donjon on peut voir une citerne et quelques ruines qui appartiennent au vieux château.

### Tour d'accès
Protégée par la Tour Nord et par le donjon, munie elle-même de meurtrières de mousquet, c'était la tour sur laquelle se greffait le mur d'enceinte du côté Ouest, aujourd'hui discontinu. 
On pouvait accéder à l'entrée, placée en haut, par un escalier en bois qui pouvait être retiré en cas de danger.
L'entrée actuelle (qui se trouve sur le côté tourné vers le dehors du château) était à l'origine une petite porte de secours ouverte vers le dehors et, successivement, elle devint le seul accès praticable, sans plus utiliser le vieux et désormais détruit escalier en bois.

### Tour Ouest
Avec la Tour Sud et la courtine qui les unit, elle constituait le front extérieur des murs du château.
Elle était douée de deux niveaux de feu, le premier sur la plateforme sommitale, protégée par les merlons pourvus de meurtrières, et le second au sol, dans la casemate surmontée par une voûte en berceau (reconstruite), qui abrite trois embrasures.

### Tour Sud
C'était la tour la plus exposée, complètement tendue vers le champ ennemi.
Comme la Tour Ouest douée de deux niveaux de feu (le premier au sol avec embrasures mixtes - meurtrières et canonnières -, le second sur la plateforme de manière analogue à la Tour Ouest), elle était aussi protégée par une meurtrière réalisée dans une baie de la courtine, laquelle, pourvue d'une sorte de mâchicoulis, devait être utilisée peut-être comme latrine.
À la base de cette tour, on peut voir des ruines romaines de l'ancienne ville de Urbs Salvia.

### Tour Est
C'est la tour la moins équipée pour la défense active, se trouvant au dedans du circuit des murs du château.
Cette tour était en effet utilisée comme dépôt et, en cas de siège, comme logement pour les occupants de la Rocca ; c'est pour cela que le sommet de cette tour présentait une couverture en bâtière, contrairement aux autres tours. Malgré cela, elle était également pourvue de deux niveaux de feu: le premier au sol (deux embrasures pour le tir de flanquement à défendre les courtines) et le second, supérieur, réalisé peut-être à l'abri des merlons pourvus de meurtrières.
C'est la seule tour qui a conservé sa voûte d'arêtes intacte, qui montre, en correspondance des embrasures au-dessous, les cheminées d'issue des fumées et des gaz consécutifs à la décharge des artilleries.

### Tour Nord

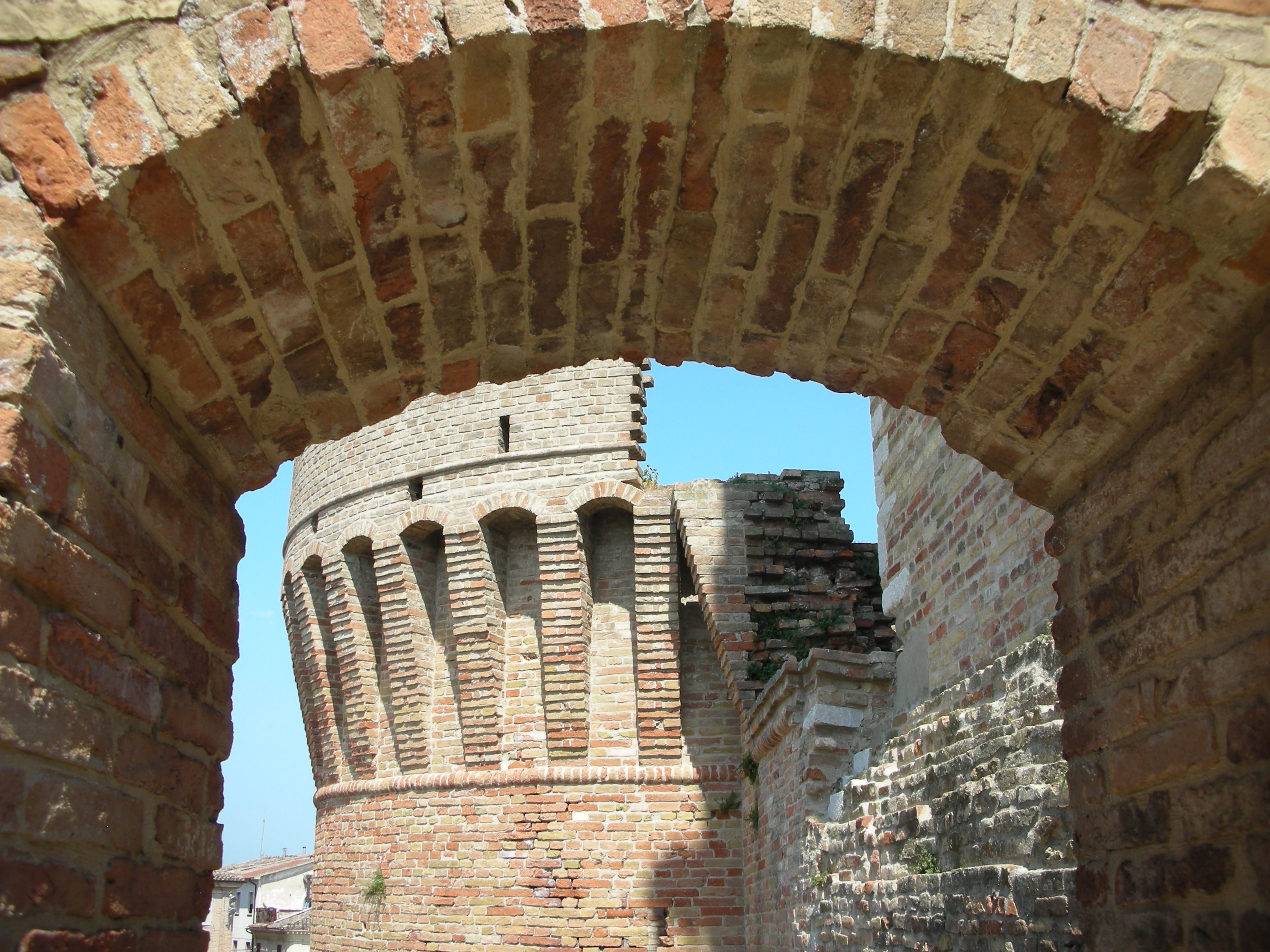
Rocca de Urbisaglia. Tour Nord par l'ancienne porte d'accès.

Elle se trouve au dedans des murs du château, comme la Tour est, mais, contrairement à cette dernière, elle défendait le front nord-est si les assiégeants violaient les murs d'enceinte du château et se répandaient au dedans.
En outre, elle défendait aussi la Tour d'accès, par tir direct sur éventuels assaillants.
Elle est dotée de trois embrasures au sol, tandis que la voûte qui couvrait la chambre de tir a disparu.

## Curiosités
- Au-dehors de la Tour est, au-dessous du système des mâchicoulis, on voit des armoiries en pierre blanche ornées de six fleurs de lys. Il s'agit des armoiries du pape Paul III Farnèse (1534-1539), qui peut-être fit réaliser des travaux d'achèvement de la Rocca.

- En 1792, la Commune de Urbisaglia donna gratuitement l'espace pour la construction de la nouvelle église paroissiale, à condition que la terre du creusage pour les fondations fût utilisée pour remplir le fossé qui entourait la Rocca.

- La Rocca de Urbisaglia a paru, dans la série Châteaux d'Italie, sur les timbres de 750 Lires.

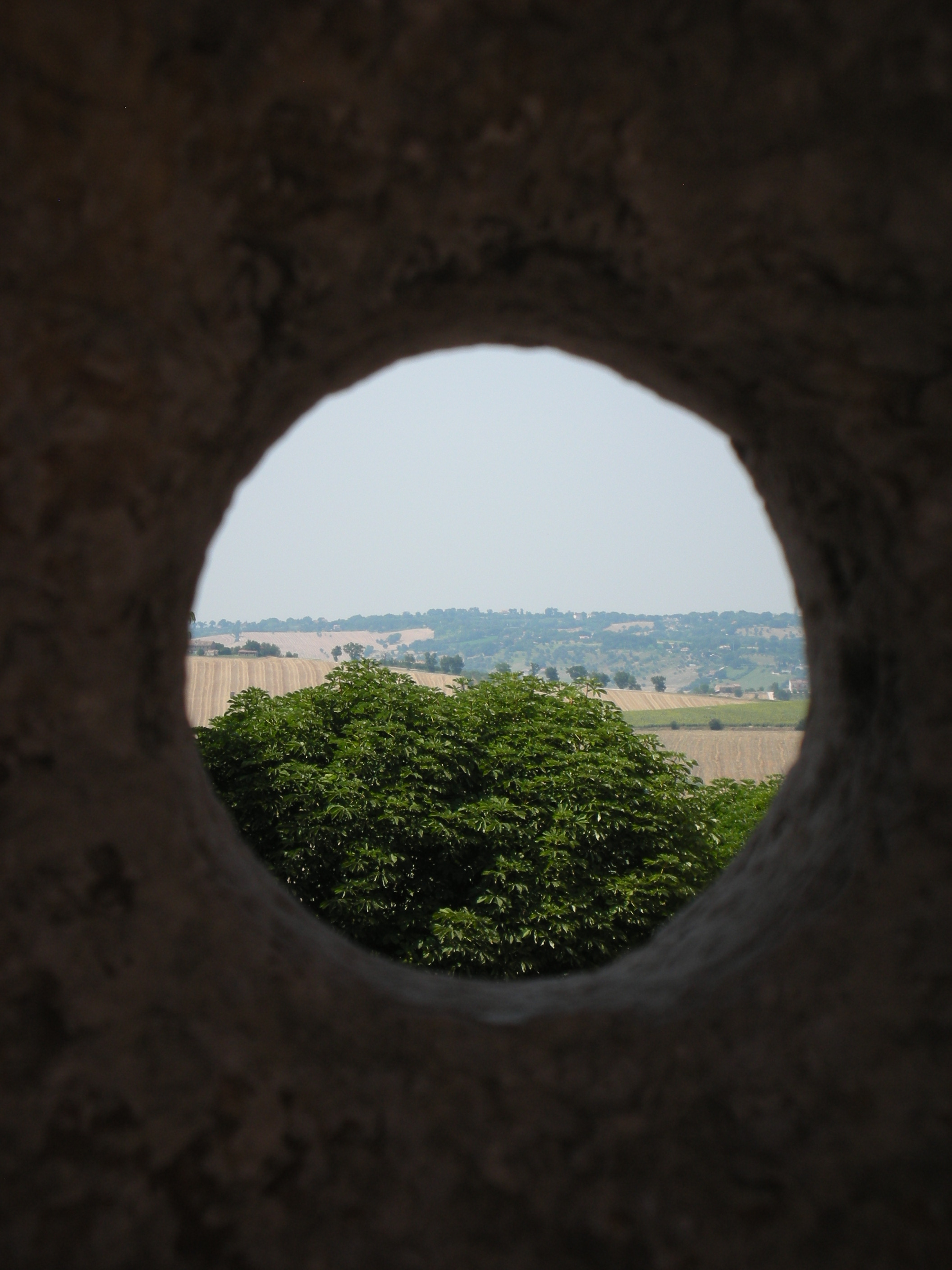
Rocca de Urbisaglia, panorama par une canonnière.